# Antonino Riccardo Luciani
Antonino Riccardo Luciani (Palermo, 10 agosto 1931 – Firenze, 29 gennaio 2020) è stato un musicista, direttore d'orchestra e compositore italiano.
Autore di colonne sonore e di sigle televisive, una delle più celebri è quella del programma televisivo Almanacco del giorno dopo, Chanson balladée.

## Biografia
Nato a Palermo, si trasferisce con la famiglia a Firenze all'età di due anni; conserva il nome di Antonino, datogli dai genitori, insieme a quello di Riccardo con cui è conosciuto dagli amici.
Dopo aver dimostrato spiccate attitudini musicali fin da giovanissimo, avviato ai primi studi da Clemente Terni, Luciani decide da adolescente di dedicarsi alla musica ed un incontro con il compositore statunitense David Kimball lo spinge, diciassettenne, a trasferirsi nel Canavese per divenire l'ultimo allievo della scuola di Rosario Scalero; questi, infatti, dopo aver insegnato contrappunto e fuga al Curtiss Institute di Filadelfia, si era ritirato nel castello di Montestrutto a Settimo, vicino ad Ivrea.
Nei tre anni e mezzo di studi con Scalero, Luciani approfondisce lo studio e la pratica del contrappunto, ripresi anche sotto la guida di Lupi, una volta rientrato a Firenze e iscrittosi, ventunenne, al conservatorio Luigi Cherubini.
Conclude il ciclo di studi diplomandosi con Vito Frazzi; già prima di conseguire il diploma Luciani è ammesso, eccezionalmente, a seguire i corsi estivi di perfezionamento tenuti da Frazzi all'Accademia Chigiana: dei tre anni di esperienza senese testimoniano pagine come lo Stabat Mater, dedicato al Conte Guido Chigi Saracini, l'operina da camera Lo starnuto (dal racconto di Čechov Morte di un impiegato) eseguita in forma di concerto, e un capolavoro pianistico, la Sonatina Chigiana del 1955.
Dopo il diploma in composizione, vinto e poi rifiutato un posto di consulente musicale alla RAI, Luciani trascorre tre anni a Bogotà, dove si familiarizza con i ritmi sudamericani e svolge attività di direzione d'orchestra e di coro e didattica musicale in ambito universitario.
Rientrato in Italia nel 1963 Luciani inizia a lavorare alla RAI, inaugurando una copiosa e fortunata produzione musicale legata al cinema e alla televisione. Si ricordano di questo periodo le musiche scritte per il film di Eriprando Visconti Il caso Pisciotta, più di una settantina di collaborazioni con importanti case discografiche (RCA Italiana, Dischi Ricordi) e abilissimi esercizi di stile come le musiche Dal medioevo al rinascimento.
Assunta la docenza di "Lettura della partitura" al Conservatorio Luigi Cherubini, Luciani si riavvicina all'ambiente fiorentino, al quale contribuisce a legarlo soprattutto la stima dimostratagli da Piero Farulli, che alla Scuola di Musica di Fiesole gli affida i corsi di Analisi Musicale per adulti e gli commissiona importanti composizioni da eseguire con gli organici della scuola o all'Estate Fiesolana. 

Etichetta del disco della sigla di Almanacco del giorno dopo

Tra questi lavori si ricordano la cantata Hoy como ayer (per soprano, coro e orchestra, su testi di Gustavo Adolfo Bécquer), la Passione per soli, coro, voce recitante e orchestra Ecco, verranno i giorni (liberamente tratta dai Vangeli da Sergio Ciulli), e l'opera lirica Talgor,  scritta su libretto di Giuliano Toraldo di Francia, rappresentata nel 1984 in coproduzione dal Teatro Comunale di Firenze, dal Teatro alla Scala di Milano a dal Teatro Romano di Fiesole, con regia e costumi di Sylvano Bussotti e le scene  di Fernando Farulli e con Bruno Praticò.
Nel 1976 scrive Chanson balladée, che viene usata come sigla del programma televisivo Almanacco del giorno dopo per quindici anni.
A partire dal 1991 anche l'Orchestra regionale toscana commissiona importanti pagine che ampliano il catalogo di Luciani, e prende vita un altro capolavoro: Le tombeau perdu per orchestra d'archi, scritto in occasione del bicentenario mozartiano; altre commissioni dell'ORT sono i due melologhi Cantus memoriae (su lettere di condannati a morte dell'ultima guerra mondiale, diretto più volte in tutta Italia da Piero Bellugi), e O'Parapiri, il melologo dell'Oca, su un racconto dell'amato Libro degli animali di Fabio Tombari.
Fra le molte pagine cameristiche di Luciani si ricordano i Tre pezzi per chitarra (1974), la suite per pianoforte Le ore del giorno (1976), l'elaborazione di Antiche melodie napoletane per voce  e orchestra di chitarre (1988), Tre monologhi per violoncello scritti per il figlio Jacopo (1989), il Concerto di Anacrò per flauti dolci, quartetto d'archi, pianoforte e percussioni (1993), dedicato all'amico flautista David Bellugi le Canzoni del silenzio e della lontananza per soprano e strumenti, su testi di Renzo Ricchi, Alberto Pola e  Ferruccio Masini (2000) ed un tema con variazioni Selon Quenau, per violino e pianoforte, ispirato alla tecnica degli Esercizi di stile dello scrittore francese.
Dopo lunga malattia muore a Firenze il 29 gennaio 2020.

## Discografia parziale

### 33 giri
- 1975: Dal Medioevo al Rinascimento (RCA Original Cast, SP 10061)

- 1977: Antonio Riccardo Luciani (RCA Italiana/RCA Sound, ZL 39109)

### 45 giri
- 1977: Chanson Balladée/Clerici Vagantes (RCA Original Cast, BB 6005)